# 莎拉·范特凱
莎拉·范特凱（Sarah Vonderhaar；1986年—），美國時裝攝影師、模特兒、女演員以及歌手。她是《全美超級模特兒新秀大賽》第八季的參賽者，在第七集被淘汰。

## 個人生平

### 早年生活
莎拉是德國人。莎拉在17歲時曾經和模特兒經紀公司Elite簽約並曾替香奈兒（Chanel）走過秀。她在比賽之前是專業攝影師，並在相冊中自稱為莎拉·范（Sarah Von），專門拍攝廣告照。也曾是福特模特兒經紀公司雇用的攝影師。她在參加第八季的《全美超級模特兒新秀大賽》前，曾經嘗試過報名第七季的比賽，但沒有入選到。

## 全美超模大賽
經過第七季被拒的經歷後，莎拉再一次參加《全美超級模特兒新秀大賽》第八季。這次她成功入圍十三強，多位評判例如杰·曼紐爾讚賞她有模特兒的氣質，比賽期間她多次展示了她有模特兒經過以及自己是時裝攝影師的身份。但是她在多次拍攝都表現得不自然，終在第七集被淘汰。
在第七集她給自己起了一個別名"Moe"。

## 事業
在多個訪談中，莎拉透露自己會繼續接攝影師工作，並且會繼續當模特兒，現在她已經重回芝加哥分部的Elite Models。
除了在時裝界發展外，莎拉最近在自己的音樂MySpace中放了數首自己的歌曲，當中她在洛杉磯拍攝了當中一首歌曲《Me》的音樂錄影帶，在一個訪談中她亦說有計畫推出個人專輯，並正在找唱片公司簽約。
莎拉在在2005年拍攝了一套獨立電影《Dimension》。

## 站外連結
- 莎拉·范特凱在互联网电影资料库（IMDb）上的資料（英文）
- 莎拉·范特凱的MySpace主頁
- 莎拉的音樂錄影帶《Me》[永久]
- 攝影相冊 （页面存档备份，存于）
- 莎拉的相冊